# Lijst van rijksmonumenten in Linne
De plaats Linne telt 10 inschrijvingen in het rijksmonumentenregister. Hieronder een overzicht.
| Object                                | Oorspronkelijke functie?  | Bouwjaar | Architect       | Locatie       | Coördinaten?                 | Nr.?   | Afbeelding        |
| ------------------------------------- | ------------------------- | --- | --------------- | ------------- | ---------------------------- | ------ | ----------------- |
| Ravenburg                             | Kasteel, buitenplaats     | 18e-19e eeuw |                 | Weerd 8       | 51° 9' 48" NB, 5° 55' 28" OL | 25893  | Meer afbeeldingen |
| Terrein waarin sporen van begravingen | Archeologisch monument    | Romeinse Tijd |                 |               | 51° 9' 15" NB, 5° 55' 24" OL | 340847 | Upload foto       |
| Heysterum: hoofdgebouw                | Kasteel, buitenplaats     | tweede kwart 18e eeuw en later |                 | Weerd 6       | 51° 9' 37" NB, 5° 55' 24" OL | 509942 | Meer afbeeldingen |
| Heysterum: parkaanleg                 | Tuin, park en plantsoen   | eerste helft 19e eeuw |                 | Weerd 6       | 51° 9' 37" NB, 5° 55' 24" OL | 509945 | Upload foto       |
| Heysterum: boerderij en schuur        | Bijgebouwen kastelen enz. | 1650-1750 |                 | Weerd 6       | 51° 9' 37" NB, 5° 55' 24" OL | 509946 | Upload foto       |
| Heysterum: tuinmuur met paviljoen     | Tuin, park en plantsoen   | 19e eeuw |                 | Weerd 6       | 51° 9' 37" NB, 5° 55' 24" OL | 509947 | Upload foto       |
| Heysterum: kapel                      | Bijgebouwen kastelen enz. | 1890-1900 |                 | Weerd 6       | 51° 9' 37" NB, 5° 55' 24" OL | 509948 | Meer afbeeldingen |
| Pastorie                              | Kerkelijke dienstwoning   | 1869 |                 | Kerkstraat 9  | 51° 9' 27" NB, 5° 56' 16" OL | 522192 | Upload foto       |
| Sint Martinuskerk en inventaris       | Kerk en kerkonderdeel     | 16e eeuw (ingebruikname kerk) 18e eeuw (doopvont) ca. 1700 (crucifix) 1349 (luidklok) 1457 luidklok) 1627 en 1818 (grafkruis) 1680 (grafsteen) | C.H.J. Franssen | Oeveren bij 9 | 51° 9' 29" NB, 5° 56' 11" OL | 522193 | Meer afbeeldingen |